# Olvadékvíztó

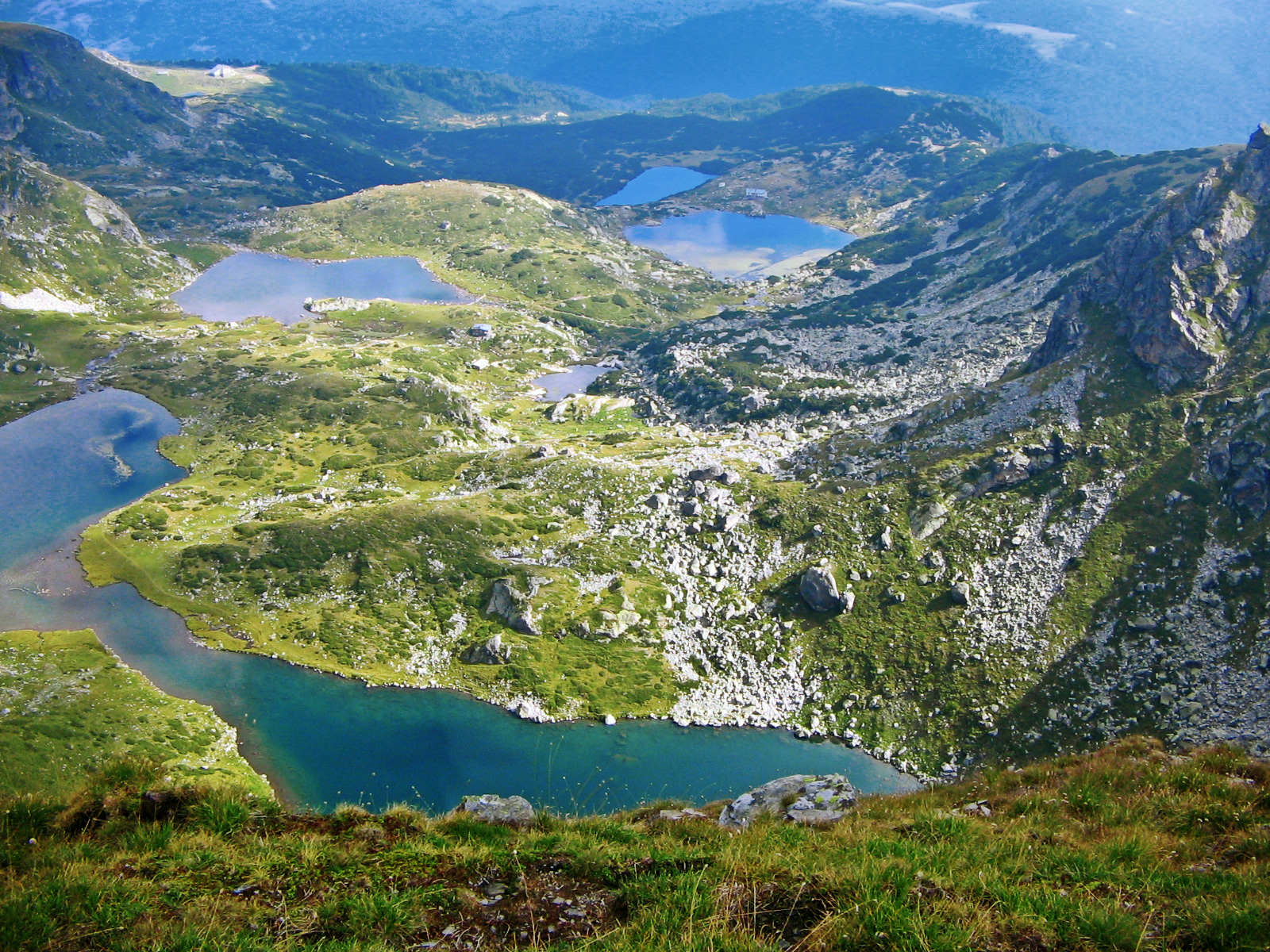
A rilai tavak Bulgáriában

Az olvadékvíz tavak megolvadt jégtömbök, gleccserek nyomán keletkezett tavak. Elsősorban Grönlandon, az Északi-sarkon, Antarktisz területein fordulnak elő. Miután a Nap megolvasztotta a jeget, a víz először tavakká áll össze, majd lassan leszivárog a jégtömb aljáig, ahol a tengerbe jut. Az így képződő üregek lassan behálózzák a jégtömböt, ami az üregesedés miatt elgyengül, végül darabokra törik. 
A globális felmelegedési válság miatt az olvadék-tavak száma egyre növekszik.[forrás?]

## Külső hivatkozások
- Jégtörés az Északi-sarkon (*.doc)